# Prosoplus auberti
Prosoplus auberti är en skalbaggsart som beskrevs av Stefan von Breuning 1961. Prosoplus auberti ingår i släktet Prosoplus och familjen långhorningar.
Artens utbredningsområde är Vanuatu. Inga underarter finns listade i Catalogue of Life.